# Sibiriada
Sibiriada ( em russo:  Сибириада, translit.   Sibiriada ) é um épico filme soviético de 1979 dividido em quatro partes, que abrange grande parte do século XX. Foi dirigido por Andrei Konchalovsky, trabalhando para o estúdio Mosfilm . 

## O filme
Em seu tema, o filme combina elementos narrativos de diferentes tradições. A primeira parte do filme fala de maravilhosos elementos arquetípicos da cultura russa, ligados à época pré-eletrificada que está sendo narrada. Da mesma forma, elementos de poesia épica são incluídos na parte que narra o envolvimento do protagonista na Segunda guerra mundial. 

## Sinopse
A pequena vila de Yelan fica oculta no interior da Sibéria desde tempos imemoriais. A Siberiada gira em torno de duas famílias, os Solomins e os Ustyuzhanins, que vivem em Yelan e estão brigando há muito tempo. Os Solomins eram relativamente ricos e os Ustyuzhanins, pobres. 
O filme começa em 1904. Afanasy "Afonya" Ustyuzhanin é um homem envelhecido que passa todas as suas horas acordando construindo uma estrada de veludo "em qualquer lugar longe de Yelan". Seu filho Nikolai "Kolya" Ustyuzhanin (n. 1897) deve se defender roubando dos Solomins. Ele conhece Rodion Klimentov, um fugitivo revolucionário que o deixa inspiração, que logo é encontrado pela polícia e levado embora. 
Em 1917, Kolya continua a ajudar seu pai a construir a estrada, que se tornou um projeto grande que se estende por muitos quilômetros. Ele está em um relacionamento romântico com um Anastasya "Nastya" Solomin, mas uma briga sobre a revolução enfurece Nastya, que imediatamente procura Philip Solomin, o beija e exige casamento. Quando os preparativos para o casamento começam, Kolya pede perdão, mas Nastya se vinga. Kolya luta contra os Solomins, porém é espancada e lançada em um rio. No final da cerimônia, Nastya faz um gesto desafiador para Philip, aparentemente deixando claro que ela também não será dele, apesar de seram casados. Mais tarde, ele a encontra escondida em um celeiro; ele luta e tira-a parcialmente e depois a deixa ir. Ela sai para se juntar a Kolya inconsciente. Enquanto isso, Afonya (ainda construindo) adormece, bêbado, em um formigueiro e morre sozinho. 
Em 1932, Kolya retorna a Yelan como oficial do partido junto com seu filho leal e revolucionário, Aleksei (nascido em 1923). Ele informa aos Salomins que Nastya, que havia o deixado, morreu heroicamente. Em uma reunião na prefeitura, ele faz a vila concordar com um plano para explorar os recursos naturais da área. Uma disputa leva Kolya a prender Spiridon Solomin, que logo escapa e a mat. Aleksei foge. 
Em junho de 1941, Aleksei, já adolescente, retorna a Yelan e conhece Taya, naquele momento ainda uma menina ingênua; ela fica apaixonada por ele. Uma barcaça de recrutamento visita a cidade, anunciando o início da Grande Guerra Patriótica (Segunda Guerra Mundial), e Aleksei se alista. O barco se afasta e Taya gritaa Aleksei que ela esperará por ele a vida toda. Na guerra, o jovem salva um oficial ferido (Philip Solomin, que ele não conhece, ou pelo menos não reconhece) e se torna um herói de guerra decorado. A guerra termina e Taya continua esperando o retorno de Aleksei dia após dia. 
Por volta de 1964, Aleksei retorna a Yelan com uma equipe de perfuração de petróleo. Seu tio, Spiridon, voltou da prisão como um homem amargo e frágil, e o sobrinho sente pena. Ele conhece Taya e tem um caso casual, mas ela também é cortejada pelo chefe de Aleksei, Tofik, causando uma richa. Enquanto isso, Philip Solomin, em Moscou, subiu às fileiras da liderança soviética, mas luta contra a consciência sobre um plano de construir uma barragem hidrelétrica que inundaria Yelan. Aleksei renuncia á operação de perfuração de petróleo para deixar a cidade, parando na casa de Taya para levá-la com ele até a cidade turística de Sochi, mas fica claro que eles se separaram. Ela se recusa a dizer que  não sabe se o filho que ela espera é de Aleksei ou de Tofik. Aleksei dispara e o poço de petróleo explode quando ele sai da cidade. A explosão se transforma em um inferno e o homem corre para salvar um ex-colega de trabalho, Aleksei morre no processo. Enquanto Spiridon se regozija com a morte do último Ustyuzhanin, Taya revela a ele que ela terá um filho de Aleksei. 
Em uma conferência do partido em Moscou, chega um telegrama com as notícias da greve do petróleo, que torna a Sibéria como um centro de mineração. Os oficiais reagem com prazer, mas dão um momento de silêncio pela morte de Aleksei. Philip vai para Yelan para supervisionar a operação de contenção, mas fica claro que o cemitério deve ser arrasado para salvar a cidade. À medida que o filme termina, os fantasmas dos Salomins e Ustyuzhanins aparentemente aparecem no cemitério expressando gratidão e unidade.

## Elenco
- Vladimir Samoilov como Afanasy Ustyuzhanin
- Natalya Andrejchenko como Nastya Solomina
- Vitaly Solomin como Nikolai Ustyuzhanin
- Nikita Mikhalkov como Aleksei Ustyuzhanin
- Lyudmila Gurchenko como Taya Solomina
- Sergey Shakurov como Spiridon Solomin

## Premiações
O filme ganhou o Grand Prix no Festival de Cannes de 1979 . 

## Na cultura popular
O tema de Eduard Artemyev para filme foi usado pelo grupo russo PPK e publicado sob o título ResuRection em agosto de 2001. Atingiu o 3º lugar no UK Singles Chart . 
O tema do filme também foi usado durante a cerimônia de abertura dos Jogos Olímpicos de Inverno de 2014 em Sochi, quando Lyubov, a garotinha, subiu no ar. 